# Arsenpilz
Der Arsenpilz (Scopulariopsis brevicaulis, Syn.: Penicillium brevicaule, Microascus brevicaulis), ist ein humanpathogener Schlauchpilz, der bereits im Jahr 1882 als Nebenfruchtform (Anamorphe) beschrieben wurde, dessen teleomorphes Stadium jedoch erst 1998 entdeckt und als Microascus brevicaulis publiziert wurde.

## Merkmale

### Teleomorphe
Die schwarzen Perithecien sind 80–150 × 70–130 µm groß, mehr oder weniger kugelig mit einer apikalen Papille oder einem bis 20 µm langen, kurzhalsigen Ostiolum. Die Peridie besteht aus einer Textura angularis, wobei die Zellen einen Durchmesser von 5–9 µm aufweisen.
Die achtsporigen Asci sind 8–10 µm dick, subglobos bis etwas unregelmäßig geformt und zerfließen bereits in einem sehr jungen Stadium, sodass sie nur schwer zu beobachten sind.
Die glatten, in Aufsicht nierenförmigen, apikal betrachtet abgeplatteten Ascosporen sind 5–6 × 3,5–4,5 × 2,5–3 µm groß. Sie erscheinen im Lichtmikroskop nahezu farblos-hyalin, sind aber in dicker Lage orange gefärbt. De Bary-Körpcherchen und Öltröpfchen fehlen. Ein Keimporus fehlt – auch elektronenoptisch nicht erkennbar.

### Anamorphe
Die kugeligen bis subglobosen, blass braunen Konidiosporen sind 6–9 × 5,5–9 µm groß und haben eine abgestutzte Basis. Die Konidien sind meist fein warzig und zeigen zudem bei Reife grobe, irreguläre Warzen, können aber vereinzelt auch glatt sein.
Die Konidiosporen werden in Ketten gebildet und entstehen aus einfachen oder verzweigten Konidienträgern gebildet. Die konidiogenen Zellen, die jeweils die Konidienkette erzeugen, sind farblos-hyalin und ampullenförmig und 10–25 × 3–5 µm groß.

## Systematik
Durch den Nachweis der Hauptfruchtform konnte schon vor der Verwendung molekulargenetischer Methoden die Zuordnung die systematische Stellung dieser vorher nur als imperfekter Pilz bekannten Art zur Familie der Micorascaceae geklärt werden. Die Zugehörigkeit zur Gattung Microascus hat sich aber molekulargenetisch nicht bestätigt – die Gattung Scopulariopsis ist zwar nah mit Microascus verwandt, aber doch genetisch gut abgrenzbar.
Es wurde für besonders humanpathogene Formen eine eigene Varietät, Scopulariopsis brevicaulis var. hominis, beschrieben, ein Name, der heute als Synonym von Scopulariopsis brevicaulis im engen Sinn angesehen wird.

## Humanpathogenität
Arten der Gattung Scopulariopsis sind Auslöser meist nicht invasiver Mykosen des Menschen, wobei Scopulariopsis brevicaulis besonders infektiös ist. Hierbei stehen Onychomykosen (Befall der Finger- und Zehennägel), Otomykosen (Befall des Außenohrs, insbesondere Gehörgang und das Trommelfell) sowie Mykosen der Hornhaut des Auges (Keratitis) im Vordergrund. Seltener treten invasive Mykosen auf – vor allem bei immungeschwächten Patienten, aber auch bei Patienten mit nicht geschwächtem Immunsystem. Hierbei werden unter anderem Endokarditis, Sinusitis, Abszess des Gehirns, tiefe Hautinfektionen, lokale Lungenentzündung bis hin zu systemischen Infektionen beobachtet.
Eine Behandlung der Mykosen kann als Kombination von operativen Eingriffen und Antimykotikagabe oder nur durch Gabe von Antimykotika erfolgen. Hierbei wurden z. B. Amphotericin B und Chloramphenicol empfohlen. Es wird aber mittlerweile von Resistenzen gegen Amphotericin B und mit Terbinafin gegen ein weiteres Antimykotikum berichtet.

## Freisetzung von Trimethylarsin
Der Pilz kann in Anwesenheit von Kohlenhydraten arsenhaltige Farben, wie Schweinfurter Grün (Kupferarsenitacetat), unter Bildung von gasförmigem, giftigem Trimethylarsin abbauen. Prominentestes Opfer einer solchen Arsenvergiftung dürfte Napoleon gewesen sein. Die Räume seines Exils in St. Helena waren grün gestrichen. Eine vor einigen Jahren erfolgte Analyse seines Leichnams ergab große Mengen Arsen in seinen Haaren und Fingernägeln, im Vergleich zu heutigen Haarproben, dabei stellte sich jedoch heraus, dass kein Tod durch die Schwermetallvergiftung vorliegt.